# Одоардо I Фарнезе
Вижте пояснителната страница за други личности с името Одоардо Фарнезе.
Одоардо I Фарнезе (на италиански: Odoardo I Farnese, * 28 април 1612, Парма, Херцогство Парма и Пиаченца; † 11 септември 1646, Пиаченца, пак там) от рода Фарнезе е херцог на Парма и Пиаченца и херцог на Кастро от 1622 г. до смъртта си.

## Произход
Той е вторият син на Ранучо I Фарнезе (* 1569, † 1622), херцог на Парма и Пиаченца, и на съпругата му Маргерита Алдобрандини (* 1585, † 1646), племенница на папа Климент VIII. Негови дядо и баба по бащина линия са Алесандро Фарнезе, херцог на Парма и Пиаченца, и инфанта Мария Португалска, а по майчина – Джанфранческо Алдобрандини, княз на Мелдола и Сарсина, и Олимпия Алдобрандини, княгиня на Мелдола. Има осем братя и сестри, сред които:
- Алесандро (* 1610, † 1630), глухоням
- Мария Катерина (* 1615, † 1646), херцогиня на Модена и Реджо като съпруга на Франческо I д’Есте
- Витория (* 1618, † 1649), херцогиня на Модена и Реджо като съпруга на Франческо I д’Есте
- Франческо Мария (* 1619, † 1647), кардинал.

Има и трима полубратя и три полусестри от извънбрачни връзки на баща си.

## Биография
Одоардо е вторият законен син на херцог Ранучо I. Първородният му син Александро е глухоням и следователно е изключен от линията на наследяване. След като извънбрачният син на Ранучо, Отавио, е затворен в затвора Рокета, Одоардо успява да започне да управлява под регентството първо на чичо си кардинал Одоардо Фарнезе, а след смъртта му на 21 февруари 1626 г., под регентството на майка си. През 1628 г., на 16 г., придобива пълни херцогски правомощия и се жени за 15-годишната Маргарита де Медичи, дъщеря на Великия херцог на Тоскана Козимо II де Медичи.
Първият му политически акт като херцог е съюзът с Кралство Франция на Ришельо (1633), за да се противопостави на господството на Испания в Северна Италия и да задоволи желанието си да се сравнява с дядо си Алесандро Фарнезе. Одоардо I има армия от 6000 пехотинци, но за да я поддържа, той принуждава поданиците си да търпят тежки лишения и дори задлъжнява пред банкери и търговци. Въпреки направените големи разходи първата му кампания е неуспешна: Пиаченца е окупирана от испански войски и войските му са разбити на територията на Парма от Франческо I д'Есте. Тогава херцогът се втурва към Франция. Но той не получава очакваната помощ, така че през 1637 г. папа Урбан VIII го убеждава да подпише мирен договор с Испания, който, след като съюзът с Франция бъде разтрогнат, ще изпразни Пиаченца.
За да плати дълговете, направени за войната, Урбан VIII позволява на Одоардо I да издаде облигации за заем през Фарнезийските заложни къщи, гарантирани от приходите на Херцогство Кастро. Известно време по-късно обаче семейство Барберини, това на папата, с неправилни маневри се опитва да превземе херцогството. Одоардо I, който няма намерение да го предаде, започва укрепителната работа на крепостите. Тази маневра ядосва папата, който през 1641 г. нахлува в херцогството и отлъчва херцога. В отговор Одоардо I се съюзява с Венеция, Флоренция и Модена и нахлува в Папската държава със 7000 пехотинци, пресичайки я от север на юг: през 1642 г. той е във Форли, където обаче възпира войските от грабежи, за разлика от това, което се случва на други места, като Акуапенденте близо до Витербо. Флотът му обаче е унищожен и на 31 март 1644 г., благодарение на посредничеството на кардинал Мазарини, наследник на Ришельо, той подписва мир с папата, който му връща Кастро и го приема отново в лоното на Църквата.
34-годишният мъж умира внезапно на 11 септември 1646 г. в резиденцията си в Пиаченца. Вдовицата му Маргарита заедно с брат му кардинал Франческо Мария Фарнезе са регенти за малолетния първороден син на Одоардо I, Ранучо, докато той става на осемнадест години през 1648 г. и може сам да управлява.

## Брак и потомство
∞ 11 октомври 1628 във Флоренция за Маргарита де Медичи (* 21 или 31 май 1612, Флоренция; † 6 февруари 1679, Парма), от която има пет сина и три дъщери:
- Катерина Фарнезе (* 2 октомври 1629, † 11 октомври 1629)
- Ранучо II Фарнезе (* 17 септември 1630, Кортемаджоре; † 11 декември 1694, Парма), херцог на Парма и Пиаченца от 1646, ∞ 1. за Маргарита Виоланта Савойска (* 15 ноември 1635, † 29 април 1663), от която няма деца 2. 18 февруари 1664 за братовчедка си Изабела д’Есте (* 3 октомври 1635, † 21 август 1666), от която има един син и две дъщери 3. октомври 1668 за Мария д’Есте (* 8 декември 1644, † 20 август 1684), полусестра на втората му съпруга, от която има седем деца
- Алесандро Фарнезе (* 10 януари 1635, Парма; † 18 февруари 1689, Мадрид), управител на Хабсбургска Нидерландия (1678 – 1682), неженен. Има двама извънбрачни сина и две извънбрачни дъщери от метресата си.
- Орацио Фарнезе (* 24 януари 1636, † 2 ноември 1656), генерал на Венецианските рицари, неженен
- Мария Катерина Фарнезе (* 3 септември 1637, † 27 април 1684), монахиня
- Мария Магдалена Фарнезе (* 15 юли 1638, † 11 март 1693), неомъжена
- Пиетро Фарнезе (* 20 април 1639, Пиаченца; † 4 март 1677, Парма), неженен
- Отавио Франческо Фарнезе (* 5 януари 1641, † пр. 4 август 1641, погребан в „Сан Систо“ в Пиаченца)

- Маргерита де Медичи, съпруга
- Ранучо II, 
син
- Алесандро, син
- Орацио,
 син